# Kolobar (algebra)
Kolobar je v abstraktni algebri ime za algebrsko strukturo, v kateri je možno brez omejitev seštevati, odštevati in množiti, pri tem pa veljajo podobni zakoni kot v množici celih števil. Kolobar je torej neke vrste posplošitev množice celih števil.

## Definicija
Kolobar je množica K skupaj z dvema računskima operacijama, ki ju zaradi preprostosti imenujemo seštevanje in množenje in ju označujemo z znakoma + (plus) in · (krat). Za računski operaciji + in · morajo veljati spodaj navedene značilnosti. Odštevanje definiramo kot prištevanje nasprotne vrednosti in za to operacijo ne zahtevamo dodatnih značilnosti: a − b = a + (−b). 
Tako opremljeno množico označimo kot (K, +, ·)

### Kratka definicija
Kolobar je množica (K, +, ·) v kateri velja:
- (K, +) je Abelova grupa
- (K, ·) je polgrupa
- operaciji + in · povezujeta zakona distributivnosti:

a · (b + c) = (a · b) + (a · c)
(a + b) · c = (a · c) + (b · c)

### Daljša definicija
Kolobar je množica (K, +, ·) v kateri velja (za poljubne elemente a, b, c):
- komutativnost za seštevanje: a + b = b + a
- asociativnost za seštevanje: a + (b + c) = (a + b) + c
- obstaja nevtralni element za seštevanje (označimo ga z oznako 0): a + 0 = 0 + a = a
- poljubni element a ima nasprotni element −a, tako da velja: a + (−a) = (−a) + a = 0

- asociativnost za množenje: a · (b · c) = (a · b) · c
- distributivnost (z leve in z desne strani), ki povezuje seštevanje in množenje:

a · (b + c) = (a · b) + (a · c)
(a + b) · c = (a · c) + (b · c)

### Vrste kolobarjev
Če je poleg teh treh značilnosti (K, ·) komutativna polgrupa, imenujemo (K, +, ·) komutativni kolobar (tudi Abelov kolobar).
Če ima (K, ·) enoto (nevtralni element za množenje), je (K, +, ·) kolobar z enoto ali unitalni kolobar.
Če je (K\{0}, ·) grupa (tj. če za vsak element razen 0 obstaja inverzni element za množenje), potem kolobar (K, +, ·) imenujemo obseg.
Če je (K\{0}, ·) celo Abelova grupa (tj. velja poleg zgoraj navedenega še komutativnost za množenje), kolobar (K, +, ·) imenujemo komutativni obseg (tudi polje).

## Značilnosti
Nekatere značilnosti, ki veljajo v vsakem kolobarju:
- 0 · a = a · 0 = 0
- (−1) · a = −a
- (−a) · b = a · (−b) = −(a · b)

## Zgledi
Množica celih števil z operacijama seštevanja in množenja (Z, +, ·) je komutativni kolobar z enoto, ni pa obseg, saj v splošnem nimamo inverza za množenje.
Množica racionalnih števil z operacijama seštevanja in množenja (Q, +, ·) je komutativni kolobar z enoto in je celo obseg. Isto velja za množico realnih števil, pa tudi za množico kompleksnih števil.
Tudi množica polinomov z operacijama seštevanja in množenja je komutativni kolobar z enoto, ni pa obseg.
Množica matrik dimenzije n×n je zgled za nekomutativni kolobar (za običajno seštevanje in množenje matrik). Tudi ta kolobar ni obseg.